# LIVE IN U.S.A 〜at 1st Mariner Arena July 31, 2004〜
『LIVE IN U.S.A 〜at 1st Mariner Arena July 31, 2004〜』（ライブ イン ユーエスエー アット ファースト マリナー アリーナ ジュライ サーティーワン ツーサウザンドフォー）は、日本のロックバンド、L'Arc〜en〜Cielのライブビデオ。DVD版は2004年12月14日、BD版は2014年3月19日発売。発売元はKi/oon Records。

## 解説
本作品は、2004年7月31日にアメリカ・メリーランド州ボルチモアで行われた「OTAKON 2004」の一環として、L'Arc〜en〜Cielががファースト・マリナー・アリーナで開催したライブ「Live in USA」の模様を収めたライブビデオである。
ライブ「Live in USA」は前述の通り、「OTAKON 2004」というイベントに招待されたL'Arc〜en〜Cielが海外で初めて開催したライブとなった。なお、このイベントは、アジアのポップカルチャー（アニメ、マンガ、音楽、映画、ビデオゲームなど）とそのファンが集う、非営利団体オタコープが開催する夏の催しとなっている。バンドの所属事務所の代表を務める大石征裕は2020年に発表した自身の著書で、本公演を開催するに至った経緯について「ソニー・ミュージックはアメリカ現地に「Tofu Records」を設立し、ラルクやPuffy AmiYumi（PUFFYが北米で活動する際に一時期使用していた名義）といった日本文化コンテンツの流通拠点を設けた。その代表者である、YAZ NOYA（現: Lynks International）は、のちの我々の海外活動の一端を担うことになる。そうして2004年にボルチモアで開催されたアメリカ東海岸地域最大のアニメコンベンション「OTAKON 2004」へ出演することになり、これがラルクアンシエル初の海外公演になった」と綴っている。また、大石は同著書で「当日まで"オタク"コスプレのファンが物珍しさで集まってくるのかと思っていたら、ロックファンが1万1千人も集まり、開演前から地響きがするほど床を鳴らし、歓声を上げて迎えてくれた。当時ちょうど『鋼の錬金術師』が北米で人気だったこともあり、ラルクの認知は高まっていたのだ。彼らが海外で、みずからの人気を実感した瞬間だった。本番前のメンバーの高揚ぶりは今でも鮮明に覚えている」と綴っている。この成功を受け、L'Arc〜en〜Cielは2005年以降、海外でのライブ活動を展開していくことになる。
セットリストは、この公演の1ヶ月前まで実施していたライブツアー「SMILE TOUR 2004」と同様に、2004年3月に発表した9枚目のアルバム『SMILE』の収録曲を中心に構成されている。なお、アルバム『SMILE』は、ライブ開催の約1ヶ月前となる2004年6月29日に前述のTofu Recordsからアメリカ向けにリリースされている。また、アルバム『SMILE』の収録曲以外には、2004年にアメリカで発表したベストアルバム『Clicked Singles Best 13』の収録曲や、アニメ作品のタイアップがついた「Blurry Eyes」や「Driver's High」が披露されている。
フィジカルは通常盤（DVD）の1形態でリリースされている。また、初回限定仕様は2面デジパックケースとなっている。なお、本作では、ライブで披露した一部のMCはカットされているが、演奏曲は漏れなく収録されている。なお、本作は、ライブ開催と同時期に行った現地プレス向けの記者会見や、2005年にリリースするカレンダーへ載せるメンバーフォトを撮影している風景を収めたドキュメンタリーを曲間に織り交ぜた構成となっている。
また、2014年2月26日には本作を含む音楽作品18タイトルを収録したBD-BOX『L'Aive Blu-ray BOX -Limited Edition-』が発売され、本作のライブ音源CDも収録された。さらに、同年3月19日には、前述のボックス・セットに収められた本作のBlu-ray Disc版が単体でリリースされた。

## 収録曲
1. 接吻
2. Lover Boy
3. HEAVEN'S DRIVE
4. Spirit dreams inside
5. 自由への招待
6. 永遠
7. 花葬
8. 瞳の住人
9. Driver's High
10. Feeling Fine
11. STAY AWAY
12. REVELATION
13. READY STEADY GO
14. HONEY
15. Blurry Eyes
16. Pieces